# Martigny (Aisne)
Martigny település Franciaországban, Aisne megyében. Lakosainak száma 421 fő (2022. január 1.). Martigny Beaumé, Besmont, Bucilly, Leuze, Saint-Michel és Watigny községekkel határos.

## Népesség
A település népességének változása:
| Lakosok száma | 561  | 450  | 457  | 452  | 435  | 428  | 434  | 435  | 433  | 421  |
|               | 1968 | 1982 | 1990 | 2006 | 2013 | 2015 | 2017 | 2019 | 2020 | 2022 |